# Big Jim McLain
Pour plus de détails, voir Fiche technique et Distribution.

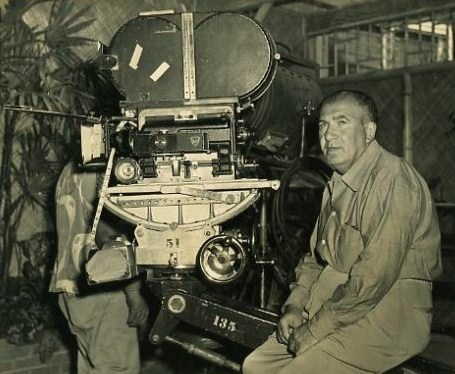
Le réalisateur Edward Ludwig sur le tournage

Big Jim McLain (titre original) est un film américain réalisé par Edward Ludwig, sorti en 1952.

## Synopsis
Jim McLain et Mal Baxter, enquêteurs de la HUAC, sont envoyés à Hawaï pour contrôler les activités du parti communiste local. À partir des informations du journaliste Phil Briggs, recherchant le trésorier du parti Willie Nomaka, ils se rendent au cabinet du docteur Gelster qui a soigné cet homme. La secrétaire du médecin est Nancy Vallon, une veuve qui les aide et dont Jim tombe amoureux...

## Fiche technique
- Titre original : Big Jim McLain
- Réalisateur : Edward Ludwig
- Assistant-réalisateur : Andrew V. McLaglen
- Scénario : James Edward Grant, Richard English et Eric Taylor, inspiré de la nouvelle Le Diable et Daniel Webster (The Devil and Daniel Webster) de Stephen Vincent Benét
- Musique : Paul Dunlap, Arthur Lange, Emil Newman (également directeur musical), Hugo Friedhofer (non crédité) et Robert Wiley Miller (non crédité)
- Directeur de la photographie : Archie Stout
- Directeur artistique : Al Ybarra
- Décors de plateau : Charles Thompson
- Montage : Jack Murray
- Société de production : Wayne-Fellows Productions
- Société de distribution : Warner Bros.
- Format : Noir et blanc — 35 mm — 1,37:1 — Son : Mono
- Genre : Film dramatique
- Durée : 90 minutes (1 h 30)
- Date de sortie :
  - États-Unis : 30 août 1952

## Distribution
- John Wayne : Jim McLain
- Nancy Olson : Nancy Vallon
- James Arness : Mal Baxter
- Alan Napier : Sturak
- Veda Ann Borg : Madge
- Hans Conried : Robert Henried
- Hal Baylor : Poke
- Gayne Whitman : Dr Gelster
- Gordon Jones : Olaf
- Robert Keys : Edwin White
- John Hubbard : Lieutenant-Commodore Clint Grey
- Soo Yong : Mme Namaka
- Dan Liu : Le chef de la police d'Honolulu
- Red McQueen : Phil Briggs

Et, parmi les acteurs non crédités :
- Peter Brocco : Dr Carter
- Paul Fix : Chauncey (voix)
- William Forrest : J. E. Lowry
- Paul Hurst : M. Lexiter
- Harry Morgan : Le narrateur
- Sarah Padden : Mme Lexiter

## Accueil
Le film a reçu la note de 2/5 sur AllMovie.